# Križev bataljon
Križev bataljon je bil bataljon, ki je deloval v sestavi Slovenskega domobranstva med drugo svetovno vojno.

## Zgodovina
Bataljon je bil ustanovljen 25. marca 1944 in julija istega leta preimenovan v I. bataljon.

## Poveljstvo
Poveljniki
- major Ladislav Križ

## Sestava
- štab
- 26. četa
- 28. četa
- 71. četa